# Angelica Sanchez
Angelica Sanchez (* 1972 in Phoenix/Arizona) ist eine US-amerikanische Improvisations- und Jazzmusikerin (Piano, Komposition).

## Karriere
Sanchez hatte als Kind Klarinettenunterricht, bevor sie zum Klavier wechselte. Sie studierte von 1990 bis 1994 Klavier und Komposition an der Arizona State University. 1995 ging sie nach New York. Hier lernte sie Tony Malaby kennen, mit dem sie in der Region auftrat. Später kam der Schlagzeuger Tom Rainey hinzu. Das Trio spielte 2003 zwei Live-Alben in Brooklyn ein.
Als Bandleader veröffentlichte Sanchez 2003 mit Tony Malaby, Tom Rainey und dem Bassisten Michael Formanek das Album Mirror Me. Ab 2007 wurde das Quartett um den französischen Gitarristen Marc Ducret erweitert. Außerdem trat Sanchez u. a. mit Susie Ibarra, Tim Berne, Mario Pavone, Trevor Dunn, Mark Dresser, Ed Schuller, Judi Silvano, Greg Tardy, Reggie Nicholson, George Schuller, Jeff Williams, Daniel Carter, Michael Sarin, Tony Moreno, Scott Maclemore, Chad Taylor und Ben Monder auf. Mit Harris Eisenstadt und Ellery Eskelin bildete sie das September Trio. In den 2010er-Jahren leitete sie ein Nonett, dem Thomas Heberer, Kenny Warren, Chris Speed, Michael Attias, Ben Goldberg, Omar Tamez, John Hébert und Sam Ospovat angehören. Sie ist auch auf Alben von Anthony Braxton, Kris Davis (Duopoly, 2016) und Rob Mazureks Exploding Star Orchestra zu hören.

## Diskographische Hinweise
- Mirror Me (OmniTone, 2001)
- Tony Malaby / Angelica Sanchez / Tom Rainey: Alive in Brooklyn (2004)
- Life Between (Clean Feed Records, 2008, mit Tony Malaby, Tom Rainey, Marc Ducret und Drew Gress)
- Wires & Moss (Clean Feed Records, 2012, mit Marc Ducret, Tony Malaby, Drew Gress, Tom Rainey)
- Rob Mazurek, Pulsar Quartet, Angelica Sanchez, Matthew Lux, John Herndon: Stellar Pulsations (Delmark Records 2012)
- Angelica Sanchez & Wadada Leo Smith: Twine Forest (Clean Feed Records, 2013)
- September Trio: The Destructive Element (2013)
- Float the Edge (Clean Feed, 2017, mit Michael Formanek, Tyshawn Sorey)
- Angelica Sánchez / Marilyn Crispell: How to Turn the Moon (Pyroclastic, 2020)
- Sparkle Beings (Sunnyside, 2022, mit Michael Formanek, Billy Hart)
- Rob Mazurek / Exploding Star Orchestra: Lightning Dreamers (2023)
- The Angelica Sanchez Nonet: Nighttime Creatures (Pyroclastic Records, 2023)
- Angelica Sanchez – Chad Taylor: A Monster Is Just an Animal You Haven't Met Yet (2024)
- Rob Mazurek Quartet: Color Systems (RogueArt, 2024)